# Autostrada A14dir
Die Autostrada A14dir (italienisch für ‚Autobahn A14dir‘), auch Diramazione per Ravenna genannt, ist ein Autobahnabzweig in Norditalien. Er weist eine Gesamtlänge von 29,8 km auf und ist nicht mautpflichtig.
Die A14dir verbindet die Touristenorte an der adriatischen Küste sowie Ravenna mit der A14 und Bologna.

## Verlauf
Die gesamte Strecke liegt in der Po-Ebene in der Region Emilia-Romagna.
Die A14dir zweigt an der A14 zwischen Imola und Faenza ab und führt Richtung Nordosten zunächst bei Lugo und Bagnacavallo vorbei. Bereits nach 18 Kilometern erreicht sie die Provinzhauptstadt Ravenna, wo sie in die SS 16 Adriatica und in die SS 309 Romea einmündet.